# Alexandra Pretorius
Alexandra Pretorius (ur. 5 stycznia 1996 w Calgary) – kanadyjska skoczkini narciarska, reprezentantka klubu Altius Nordic Ski Club. Zwyciężczyni pierwszego w historii konkursu Letniego Grand Prix kobiet. Zajęła drugie miejsce w klasyfikacji LGP 2012.

## Przebieg kariery
W lipcu 2012 zadebiutowała w FIS Cupie, stając na 2. i 3. stopniu podium zawodów w Villach. 14 sierpnia 2012 podczas Letniego Grand Prix w Courchevel zajęła 13. lokatę w pierwszym w historii konkursie drużyn mieszanych. Następnego dnia odniosła zwycięstwo w rywalizacji indywidualnej. We wrześniu 2012 w Ałmaty dwukrotnie ukończyła zawody LGP na 2. pozycji. 23 listopada 2012 w Lillehammer, podczas pierwszego w historii zimowego konkursu drużyn mieszanych, inaugurującego sezon 2012/2013 Pucharu Świata w skokach narciarskich zajęła z reprezentacją Kanady 13. lokatę. Dzień później podczas debiutu w zawodach indywidualnych została zdyskwalifikowana za nieprzepisowy kombinezon. 9 grudnia 2012 zdobyła pierwsze w karierze punkty PŚ, za zajęcie 15. pozycji w Krasnej Polanie. 12 stycznia 2013 zajęła 10. miejsce w zawodach PŚ w Hinterzarten. W lutym 2013 wystartowała na mistrzostwach świata w Predazzo, na których zajęła 34. lokatę indywidualnie. 
W październiku 2014 ogłosiła zakończenie kariery sportowej.

## Mistrzostwa świata
| Miejsce | Dzień     | Rok  | Miejscowość            | Skocznia           | Punkt K | HS     | Konkurs  | Skok 1 | Skok 2 | Nota     | Strata    | Zwycięzca         |
| ------- | --------- | ---- | ---------------------- | ------------------ | ------- | ------ | -------- | ------ | ------ | -------- | --------- | ----------------- |
| 34.     | 22 lutego | 2013 | Val di Fiemme/Predazzo | Trampolino Dal Ben | K-95    | HS-106 | indywid. | 85,0 m | –      | 79,8 pkt | 173,9 pkt | Sarah Hendrickson |

## Puchar Świata

### Miejsca w klasyfikacji generalnej
| Sezon     | Miejsce |
| --------- | ------- |
| 2012/2013 | 26.     |

### Miejsca w poszczególnych konkursach indywidualnychPucharu Świata
| Źródło | Źródło          | Źródło          | Źródło | Źródło   | Źródło   | Źródło       | Źródło       | Źródło  | Źródło  | Źródło | Źródło | Źródło | Źródło | Źródło    | Źródło | Źródło | Źródło | Źródło | Źródło | Źródło | Źródło | Źródło | Źródło | Źródło | Źródło | Źródło | Źródło | Źródło | Źródło | Źródło | Źródło | Źródło | Źródło | Źródło | Źródło | Źródło | Źródło | Źródło | Źródło | Źródło | Źródło | Źródło | Źródło | Źródło | Źródło | Źródło | Źródło | Źródło | Źródło |
| --- | --------------- | --------------- | ------ | -------- | -------- | ------------ | ------------ | ------- | ------- | ------ | ------ | ------ | ------ | --------- | ------ | ------ | ------ | ------ | ------ | ------ | ------ | ------ | ------ | ------ | ------ | ------ | ------ | ------ | ------ | ------ | ------ | ------ | ------ | ------ | ------ | ------ | ------ | ------ | ------ | ------ | ------ | ------ | ------ | ------ | ------ | ------ | ------ | ------ | ------ |
| Sezon 2012/2013 |                 |                 |        |          |          |              |              |         |         |        |        |        |        |           |        |        |        |        |        |        |        |        |        |        |        |        |        |        |        |        |        |        |        |        |        |        |        |        |        |        |        |        |        |        |        |        |        |        |        |
| Lillehammer | Krasnaja Polana | Krasnaja Polana | Ramsau | Schonach | Schonach | Hinterzarten | Hinterzarten | Sapporo | Sapporo | Zaō    | Zaō    | Ljubno | Ljubno | Trondheim | Oslo   | punkty |        |        |        |        |        |        |        |        |        |        |        |        |        |        |        |        |        |        |        |        |        |        |        |        |        |        |        |        |        |        |        |        |        |
| dq | 31              | 15              | 40     | 37       | 22       | 10           | 15           | 25      | 27      | 25     | 29     | -      | 34     | 29        | 14     | 105    |        |        |        |        |        |        |        |        |        |        |        |        |        |        |        |        |        |        |        |        |        |        |        |        |        |        |        |        |        |        |        |        |        |
| Legenda |                 |                 |        |          |          |              |              |         |         |        |        |        |        |           |        |        |        |        |        |        |        |        |        |        |        |        |        |        |        |        |        |        |        |        |        |        |        |        |        |        |        |        |        |        |        |        |        |        |        |
| 1 2 3 4-10 11-30 poniżej 30 dq – dyskwalifikacja q – dyskwalifikacja w kwalifikacjach q – zawodniczka nie zakwalifikowała się - – zawodniczka nie wystartowała |                 |                 |        |          |          |              |              |         |         |        |        |        |        |           |        |        |        |        |        |        |        |        |        |        |        |        |        |        |        |        |        |        |        |        |        |        |        |        |        |        |        |        |        |        |        |        |        |        |        |

### Miejsca w poszczególnych konkursach drużynowychPucharu Świata
| Źródło                              | Źródło          | Źródło          | Źródło          | Źródło          | Źródło          | Źródło          | Źródło          | Źródło          | Źródło              |
| ----------------------------------- | --------------- | --------------- | --------------- | --------------- | --------------- | --------------- | --------------- | --------------- | ------------------- |
| Sezon 2012/2013                     | Sezon 2012/2013 | Sezon 2012/2013 | Sezon 2012/2013 | Sezon 2012/2013 | Sezon 2012/2013 | Sezon 2012/2013 | Sezon 2012/2013 | Sezon 2012/2013 | Lillehammer (mikst) |
| Sezon 2012/2013                     | Sezon 2012/2013 | Sezon 2012/2013 | Sezon 2012/2013 | Sezon 2012/2013 | Sezon 2012/2013 | Sezon 2012/2013 | Sezon 2012/2013 | Sezon 2012/2013 | 13                  |
| Legenda                             |                 |                 |                 |                 |                 |                 |                 |                 |                     |
| 1 2 3 4-8 poniżej 8 - – brak startu |                 |                 |                 |                 |                 |                 |                 |                 |                     |

## Letnie Grand Prix

### Miejsca w klasyfikacji generalnej
| Sezon | Miejsce |
| ----- | ------- |
| 2012  | 2.      |
| 2013  | 16.     |

### Zwycięstwa w konkursach drużynowych LGP chronologicznie
| Lp. | Dzień       | Rok  | Miejscowość  | Skocznia         | Punkt K | HS     | Skok 1  | Skok 2  | Nota      | Źródło |
| --- | ----------- | ---- | ------------ | ---------------- | ------- | ------ | ------- | ------- | --------- | ------ |
| 1.  | 15 sierpnia | 2012 | Courchevel   | Tremplin du Praz | K-90    | HS-96  | 92,5 m  | 96,5 m  | 221,9 pkt | [ 4 ]  |
| 2.  | 26 lipca    | 2013 | Hinterzarten | Adlerschanze     | K-95    | HS-108 | 103,5 m | 102,5 m | 265,5 pkt | [ 5 ]  |

### Miejsca na podium w konkursach drużynowych LGP chronologicznie
| Lp. | Dzień       | Rok  | Miejscowość  | Skocznia         | Punkt K | HS     | Skok 1  | Skok 2  | Nota      | Lok. | Strata   | Zwycięzca      | Źródło |
| --- | ----------- | ---- | ------------ | ---------------- | ------- | ------ | ------- | ------- | --------- | ---- | -------- | -------------- | ------ |
| 1.  | 15 sierpnia | 2012 | Courchevel   | Tremplin du Praz | K-90    | HS-96  | 92,5 m  | 96,5 m  | 221,9 pkt | 1.   | –        | –              | [ 4 ]  |
| 2.  | 22 września | 2012 | Ałmaty       | Gornyj Gigant    | K-95    | HS-106 | 91,5 m  | 100,5 m | 215,8 pkt | 3.   | 31,5 pkt | Sara Takanashi | [ 6 ]  |
| 3.  | 23 września | 2012 | Ałmaty       | Gornyj Gigant    | K-95    | HS-106 | 105,0 m | 89,0 m  | 200,0 pkt | 3.   | 40,1 pkt | Sara Takanashi | [ 7 ]  |
| 4.  | 26 lipca    | 2013 | Hinterzarten | Adlerschanze     | K-95    | HS-108 | 103,5 m | 102,5 m | 265,5 pkt | 1.   | –        | –              | [ 5 ]  |

### Miejsca w poszczególnych konkursachLGP
| Źródło | Źródło             | Źródło            | Źródło            | Źródło       | Źródło       | Źródło | Źródło | Źródło | Źródło | Źródło | Źródło | Źródło | Źródło | Źródło | Źródło | Źródło | Źródło | Źródło | Źródło | Źródło | Źródło | Źródło | Źródło | Źródło | Źródło | Źródło |
| --- | ------------------ | ----------------- | ----------------- | ------------ | ------------ | ------ | ------ | ------ | ------ | ------ | ------ | ------ | ------ | ------ | ------ | ------ | ------ | ------ | ------ | ------ | ------ | ------ | ------ | ------ | ------ | ------ |
| 2012 |                    |                   |                   |              |              |        |        |        |        |        |        |        |        |        |        |        |        |        |        |        |        |        |        |        |        |        |
| Courchevel 15.08 | Hinterzarten 17.08 | Ałmaty 22.09      | Ałmaty 23.09      | punkty       | punkty       | punkty | punkty | punkty | punkty | punkty | punkty | punkty |        |        |        |        |        |        |        |        |        |        |        |        |        |        |
| 1 | 9                  | 3                 | 3                 | 249          | 249          | 249    | 249    | 249    | 249    | 249    | 249    | 249    |        |        |        |        |        |        |        |        |        |        |        |        |        |        |
| 2013 |                    |                   |                   |              |              |        |        |        |        |        |        |        |        |        |        |        |        |        |        |        |        |        |        |        |        |        |
| Hinterzarten 26.07 | Courchevel 15.08   | Niżny Tagił 13.09 | Niżny Tagił 14.09 | Ałmaty 21.09 | Ałmaty 22.09 | punkty |        |        |        |        |        |        |        |        |        |        |        |        |        |        |        |        |        |        |        |        |
| 1 | -                  | -                 | -                 | -            | -            | 100    |        |        |        |        |        |        |        |        |        |        |        |        |        |        |        |        |        |        |        |        |
| Legenda |                    |                   |                   |              |              |        |        |        |        |        |        |        |        |        |        |        |        |        |        |        |        |        |        |        |        |        |
| 1 2 3 4-10 11-30 poniżej 30 dq – dyskwalifikacja q – zawodniczka nie zakwalifikowała się - – zawodniczka nie wystartowała |                    |                   |                   |              |              |        |        |        |        |        |        |        |        |        |        |        |        |        |        |        |        |        |        |        |        |        |

## Letni Puchar Kontynentalny

### Miejsca w klasyfikacji generalnej
| Sezon | Miejsce |
| ----- | ------- |
| 2012  | 8.      |

### Miejsca w poszczególnych konkursachLetniego Pucharu Kontynentalnego
| 2012                                                                              |             |        |
| Lillehammer                                                                       | Lillehammer | punkty |
| 8                                                                                 | 6           | 72     |
| Legenda                                                                           |             |        |
| 1 2 3 4-10 11-30 poniżej 30 dq – dyskwalifikacja - – zawodniczka nie wystartowała |             |        |

## FIS Cup

### Miejsca w klasyfikacji generalnej
| Sezon     | Miejsce |
| --------- | ------- |
| 2012/2013 | 4.      |

### Miejsca na podium w konkursach indywidualnych FIS Cupu chronologicznie
| Lp. | Dzień    | Rok  | Miejscowość | Skocznia             | Punkt K | HS    | Skok 1 | Skok 2 | Nota      | Lok. | Zwycięzca          | Strata   | Źródło |
| --- | -------- | ---- | ----------- | -------------------- | ------- | ----- | ------ | ------ | --------- | ---- | ------------------ | -------- | ------ |
| 1.  | 14 lipca | 2012 | Villach     | Villacher Alpenarena | K-90    | HS-98 | 87,5 m | 85,5 m | 201,0 pkt | 3.   | Ema Klinec         | 20,5 pkt | [ 8 ]  |
| 2.  | 15 lipca | 2012 | Villach     | Villacher Alpenarena | K-90    | HS-98 | 85,5 m | 91,0 m | 211,0 pkt | 2.   | Sabrina Windmüller | 12,5 pkt | [ 9 ]  |

### Miejsca w poszczególnych konkursachFIS Cupu
| Sezon 2012/2013                                                                   |         |        |        |        |
| Villach                                                                           | Villach | Râșnov | Râșnov | punkty |
| 3                                                                                 | 2       | -      | -      | 140    |
| Legenda                                                                           |         |        |        |        |
| 1 2 3 4-10 11-30 poniżej 30 dq – dyskwalifikacja - – zawodniczka nie wystartowała |         |        |        |        |